# Sant Pere de Torres d'Alàs
Sant Pere de Torres d'Alàs és una obra del municipi d'Alàs i Cerc (Alt Urgell) protegida com a bé cultural d'interès local.

## Descripció
L'església de Sant Pere de les Torres d'Alàs es troba als afores del poble de Torres d'Alàs, al costat de l'antic camí d'accés al poble.
Es tracta d'un temple d'una sola nau capçat a nord-oest per un absis semicircular i amb coberta de fusta a doble vessant sostinguda per una encavallada que sosté el llosat de la teulada.
La nau i l'absis estan separats per un arc triomfal de mig punt, amb una llum força ampla i amb motllures de guix. A la clau de l'arc hi ha la figura de guix d'un colom que representa l'Esperit Sant. Aquest arc és postís i està encastat a sobre l'obra precedent.
La cara interior de l'absis presenta una clara solució de continuïtat que afecta el gruix del mur: la meitat inferior del mur és més gruixuda i correspondria a l'església original medieval, mentre que l'altra part del mur es podria datar entre els segles XVII-XVII època en què també es degué fer l'arc abans esmentat.
Als peus de la nau hi ha un cor de fusta en alt que data de l'any 1760. La pica baptismal semiesfèrica de pedra, que es troba a la cantonada sud-est de la nau, tindria la mateixa cronologia.
La porta d'accés a l'església es troba al mur sud-est, oposat a l'altar major. Es tracta d'una porta en arc de mig punt lleugerament rebaixat i amb dovelles. A la part alta de la façana i lleugerament descentrada respecte de l'eix de simetria hi ha una finestra quadrangular de biaix simple. Al costat est de la porta s'obre una finestra també quadrada sense biaix.
El conjunt és cobert per un llosat a doble vessant. Aquesta coberta es perllonga als peus del temple més enllà de la façana, de manera que configura un ampli espai porticat sostingut per dos pilars i un pany de mur en angle, on trobem la porta d'accés al recinte de l'església i al cementiri.
La coberta és coronada per un campanar d'espadanya de dos ulls.
El parament interior de l'església està revestit de guix, a l'exterior és de ciment i hi ha restes de morter de calç. El parament que queda a la vista és força irregular, podríem dir que és un parament de reble.

## Història
L'església de Sant Pere de Torres d'Alàs és un temple romànic en origen amb la peculiaritat de l'orientació de la seva capçalera a ponent. Al llarg dels segles XVII-XVIII s'introdueixen nous elements com el pòrtic de l'entrada.
L'església de Sant Pere és documentada des del 1061. No hi ha massa testimonis documentals sobre aquesta església. De tota manera, però, aquesta sembla que es trobava supeditada a la parroquial de Sant Esteve d'Alàs des d'un bon principi. Aquest fet queda documentat en la visita de l'Oficialat Major del Bisbat d'Urgell de l'any 1760.